# Heliophanus dux
Heliophanus dux là một loài nhện trong họ Salticidae.
Loài này thuộc chi Heliophanus. Heliophanus dux được Wanda Wesołowska & Antonius van Harten miêu tả năm 1994.